# السالوادور، میسامیس شرقی
السالوادور، میسامیس شرقی (به لاتین: El Salvador, Misamis Oriental) یک منطقهٔ مسکونی در فیلیپین است که در میسامی شرقی واقع شده‌است.

## خصوصیات
السالوادور ۱۰۶٫۱۵ کیلومترمربع مساحت دارد.